# Spencer Gore

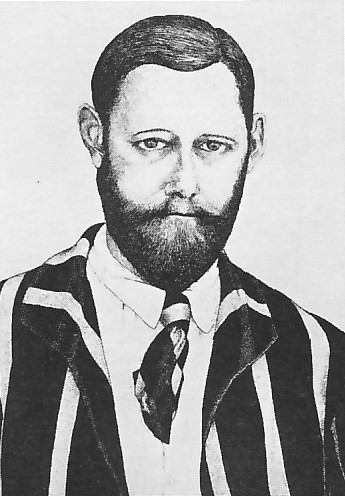
Gore

Spencer William Gore (* 10. März 1850 in London; † 19. April 1906 in Ramsgate, Kent) war ein englischer Tennis- und Cricketspieler, der die erste Auflage des Turniers von Wimbledon 1877 gewann.

## Leben
Gore, dessen Bruder Charles Bischof von Birmingham war und der als Ururenkel von Arthur Gore, 1. Earl of Arran abstammte, wurde 1850 im Londoner Stadtteil Wimbledon geboren. Damit war er ein weitläufiger Verwandter des Wimbledon-Rekordteilnehmers Arthur Gore, ebenfalls ein Nachfahre des Earls. Eigentlich ein Cricket- und Rackets-Spieler, nahm Spencer Gore 1877 an den ersten Wimbledon Championships teil. Im Finale setzte er sich mit 6:1, 6:2 und 6:4 gegen William Cecil Marshall durch, wobei er seinen an der Grundlinie spielenden Gegner durch Volleys überraschte. Für seinen Sieg erhielt er zwölf Guineen und einen Silberpokal.
Beim Wimbledon-Turnier 1878 verlor er das Endspiel gegen Frank Hadow mit 5:7, 1:6 und 7:9 und beendete danach seine Tenniskarriere. Spencer glaubte nicht an die Zukunft des neuen Sports (Lawn Tennis), so schrieb er 1880: „That anyone who has really played well at cricket, (real) tennis or even rackets will ever seriously give his attention to lawn tennis [...] is extremely doubtful for in all probability the monotony of the game [...] would choke him off [...]“.
Gore nahm von 1874 bis 1879 an insgesamt fünf First-Class-Cricketspielen teil. Er starb im Alter von 56 Jahren im Seebad Ramsgate an der englischen Kanalküste.